# Dolič, Destrnik
Dolič je naselje v Občini Destrnik.